# Sarah Ryglewski

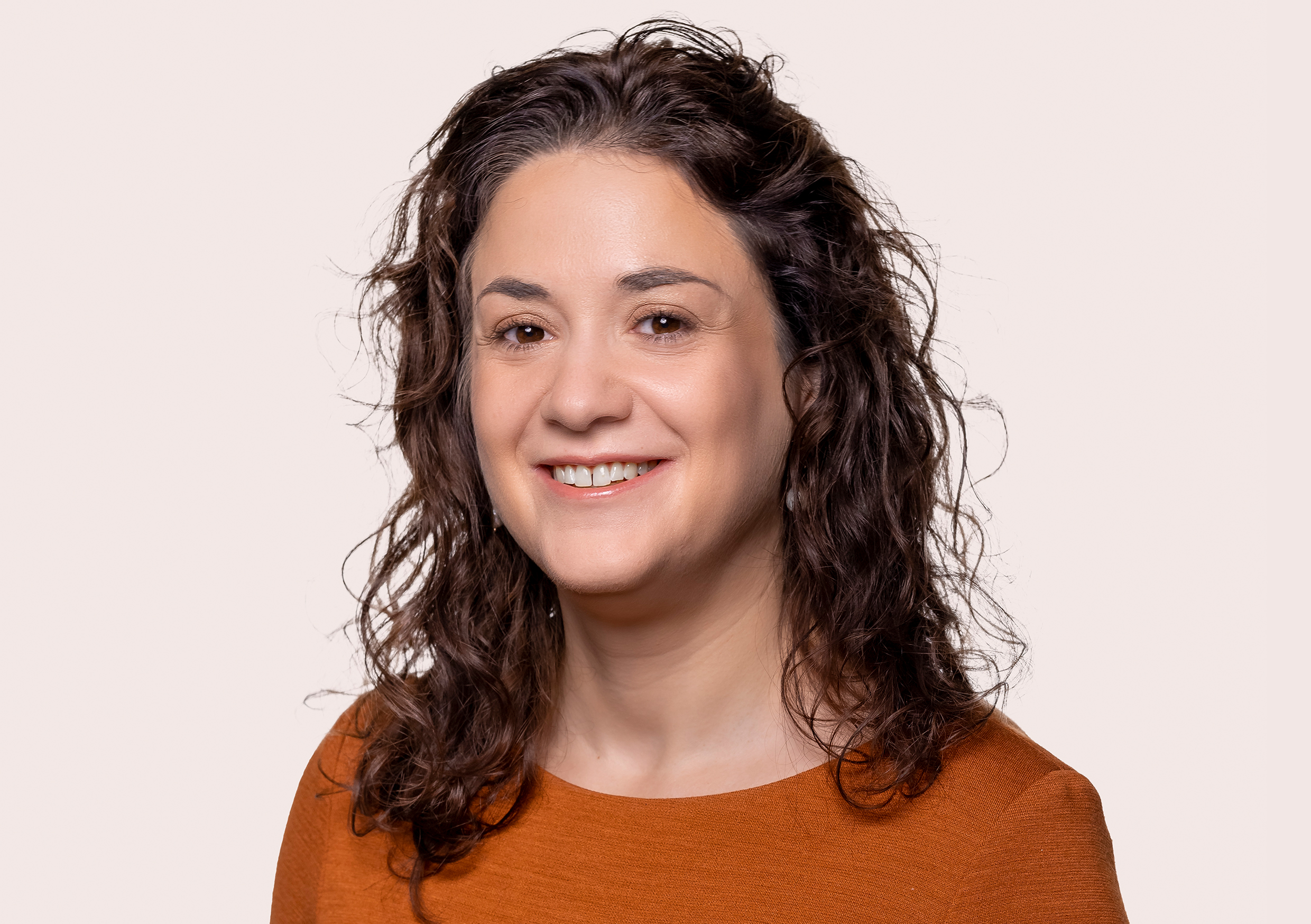
Sarah Ryglewski (2021)

Sarah Janina Ryglewski (* 31. Januar 1983 in Köln) ist eine deutsche Politikerin (SPD). Sie war von 2015 bis 2025 Abgeordnete im Deutschen Bundestag. Zudem war sie von 2021 bis 2025 Staatsministerin für Bund-Länder-Beziehungen und nachhaltige Entwicklung beim Bundeskanzler und von 2024 bis 2025 erneut Parlamentarische Staatssekretärin beim Bundesminister der Finanzen. Von 2011 bis 2015 war sie Mitglied der Bremischen Bürgerschaft und von 2019 bis 2021 Parlamentarische Staatssekretärin beim Bundesminister der Finanzen.

## Biografie

### Ausbildung und Beruf
Ryglewski machte 2002 ihr Abitur. Sie studierte von 2002 bis 2009 Politikwissenschaft an der Universität Bremen und schloss als Diplom-Politologin ab. Von 2009 bis 2011 war sie Stadtteilmanagerin in den Bremer Stadtteilen Osterfeuerberg und Woltmershausen.

### Politik

#### Partei

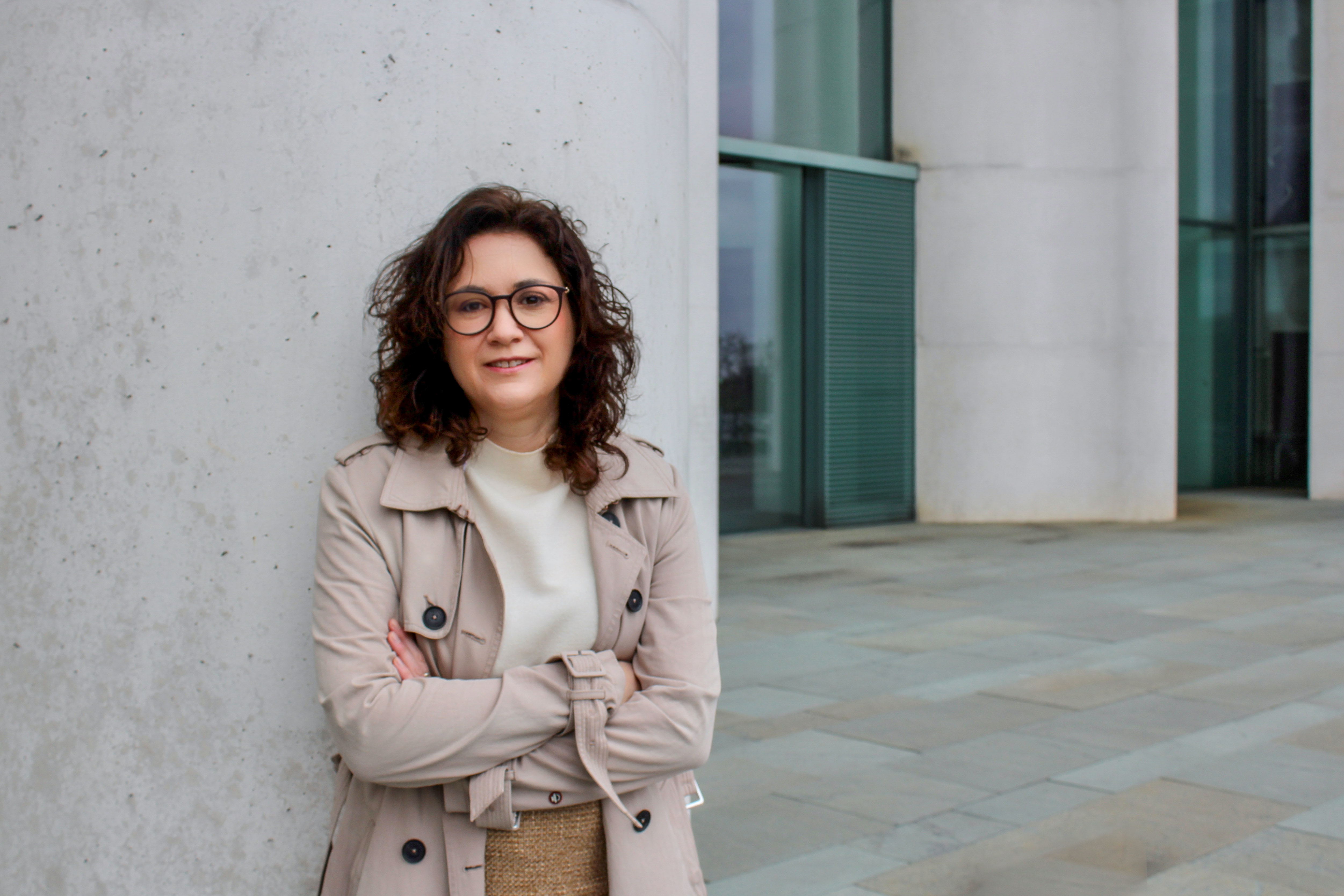
Sarah Ryglewski, 2022

Ryglewski ist seit 2001 Mitglied in der SPD. Von 2006 bis 2012 war sie bei den Jusos im Landesvorstand und von 2008 bis 2012 Juso-Landesvorsitzende. Ab 2008 war sie Beisitzerin im Vorstand des SPD-Ortsvereins Neustadt und von 2012 bis 2016 dessen stellvertretende Vorsitzende. Von 2010 bis 2022 war sie stellvertretende SPD-Landesvorsitzende.
Sie war Sprecherin des Themenforums Verbraucherpolitik der Bundes-SPD. Von 2017 bis 2025 gehörte sie als Beisitzerin dem SPD-Bundesvorstand an.

#### Bremische Bürgerschaft
In der 18. Wahlperiode war sie ab dem 8. Juni 2011 Mitglied der Bremischen Bürgerschaft.

Sie war ordentliches Mitglied im
Ausschuss für die Gleichstellung der Frau,
im Parlamentarischen Untersuchungsausschuss Krankenhauskeime
sowie in der
städtischen Deputation für Gesundheit und der
staatlichen Deputation für Wirtschaft, Arbeit und Häfen. Als stellvertretendes Mitglied war sie vertreten im
Ausschuss für Angelegenheiten der Häfen im Lande Bremen, Betriebsausschuss Musikschule Bremen,
Jugendhilfeausschuss,
Landesjugendhilfeausschuss,
Petitionsausschuss (Land und Stadt) und im
Rechtsausschuss. Sie war Sprecherin für Verbraucherschutzangelegenheiten der SPD-Fraktion.

#### Deutscher Bundestag
2009 kandidierte sie auf Listenplatz 4 und 2013 auf Listenplatz 2 der Bremer Landesliste für den Deutschen Bundestag.
Nachdem Carsten Sieling im Juli 2015 zum Bürgermeister in Bremen gewählt worden war, übernahm sie als Nachrückerin sein Mandat im Bundestag. 2017 kandidierte sie erstmals auf Listenplatz 1 als Direktkandidatin für die Bremer Landesliste und gewann das Direktmandat mit 29,8 % der Erststimmen. Bei der Bundestagswahl 2021 erhielt sie 30,2 % der Erststimmen und zog damit abermals in den Bundestag ein. Im Juli 2024 teilte Ryglewski mit, bei der Bundestagswahl 2025 nicht erneut zu kandidieren.

#### Bundesregierung
Ryglewski wurde im August 2019 im Finanzressort von Bundesfinanzminister Olaf Scholz zur Parlamentarischen Staatssekretärin berufen. Sie folgte damit auf Christine Lambrecht, die im Juni 2019 als Ministerin in das Bundesjustizministerium gewechselt war. Ryglewski war damit bis 2021 die jüngste unter den Staatsministern und Staatssekretären.
Mit der Bildung des Kabinett Scholz wurde sie am 8. Dezember 2021 zur Staatsministerin beim Bundeskanzler berufen. Sie ist gleichzeitig Beauftragte der Bundesregierung für die Zusammenarbeit von Bund und Ländern. Seit August 2022 ist sie zudem mit der Zuständigkeit für nachhaltige Entwicklung betraut und leitet in dieser Funktion den Staatssekretärsausschuss für nachhaltige Entwicklung. Nach der Entlassung von Bundesminister Christian Lindner (FDP) wurde Ryglewski im November 2024 unter Bundesminister Jörg Kukies (SPD) zusätzlich erneut zur Parlamentarischen Staatssekretärin beim Bundesminister der Finanzen ernannt. Im Zuge der Bildung des Kabinetts Merz am 6. Mai 2025 schied sie aus diesen Ämtern und aus dem Bundestag aus.

### Weitere Mitgliedschaften
Ryglewski ist Mitglied der Gewerkschaft Ver.di und der Arbeiterwohlfahrt (AWO). Außerdem ist sie im Beirat der Landeszentrale für politische Bildung Bremen und Mitglied der Redaktion der spw – Zeitschrift für sozialistische Politik und Wirtschaft. Weiterhin ist sie Kuratoriumsmitglied im Wirtschaftsforum Bremen, sowie bei der Wilhelm und Helene Kaisen-Stiftung. Sie ist zudem Mitglied im Beirat des Landesfeuerwehrverbandes Bremen.

## Privates
Ryglewski seit 2021 mit Tim Cordßen-Ryglewski verheiratet.